# Maciej Bykowski
Maciej Bykowski (født 22. februar 1977) er en polsk fodboldspiller, der senest spillede i ŁKS Łódź.